# Idiazábal (España)
Idiazábal (oficialmente en euskera: Idiazabal) es una localidad y municipio español de la provincia de Guipúzcoa, en la comunidad autónoma del País Vasco. Tiene 2374 habitantes (2017) repartidos en su núcleo urbano, donde se concentra la mayor parte de su población, el barrio de Urtsuaran y caseríos dispersos.
Idiazábal es la sede de la asociación de pastores que agrupa a los productores de queso de la Denominación de Origen Queso de Idiazábal. Se denomina Queso de Idiazábal al tipo de queso que se fabrica a partir de leche de oveja lacha en el País Vasco y Navarra.

## Toponimia
Según Koldo Mitxelena en su obra Apellidos Vascos Idiazábal significaría etimológicamente Vado ancho. De idia, variante de ibia  que significaría "el vado" y zabal adjetivo que significa ancho.
La diferenciación entre el nombre castellano y el vasco del pueblo estriba en que el primero presenta tilde y el segundo no, de acuerdo a las normas ortográficas del euskera. La pronunciación difiere en el sonido de la "z".
Coloquialmente el municipio recibe a nivel local el nombre de Izal, que es una forma sincopada de Idiazábal y sus habitantes se denominan consecuentemente izaldarras.

## Geografía
Integrado en la comarca de Goyerri, se sitúa a 50 kilómetros de la capital donostiarra. El término municipal está atravesado por la autovía del Norte N-I entre los pK 407 y 415, además de por la carretera provincial GI-2637 que permite la comunicación con Segura y Cegama. 
El relieve del municipio es predominantemente montañoso, entre cuyas elevaciones se abren los valles de algunos ríos, destacando el del río Ursuarán, que desemboca en el río Oria al norte de la localidad, antes de continuar su trayecto hacia Beasáin. Las mayores altitudes se encuentran al sur, en plena sierra de Altzaina, donde se superan los 950 metros. Algunos de los picos más elevados son Izozko Gaña (937 m) y Egiroeta (893 m). La altitud oscila entre los 980 metros al sureste, en el corazón de la sierra de Altzaina, y los 186 metros en la ribera del río Oria al norte. El pueblo se alza a 211 metros sobre el nivel del mar. 
| Noroeste: Motiloa y Ormáiztegui | Norte: Ormáiztegui y Beasáin       | Noreste: Olaberría                             |
| Oeste: Segura                   |                                    | Este: Lazcano y Atáun                          |
| Suroeste: Cegama                | Sur: Parzonería Menor de Guipúzcoa | Sureste: Atáun y Parzonería Menor de Guipúzcoa |

## Historia
En 1898 se encontraron al extraer piedra de una cantera de Idiazábal seis monedas romanas fechadas en el siglo II, lo que induce a pensar en cierta presencia romana en la zona. 
La primera noticia escrita de Idiazábal es, según Pablo de Gorosábel, la escritura de concordia que se celebró con la vecina villa de Segura en marzo de 1384, por la que la colación de Idiazábal se agregó a la vecindad de esta con objeto de defenderse de los robos, muertes y excesos de los parientes mayores. Esta anexión fue confirmada por el rey Juan I en Ávila el 2 de febrero de 1387 y por Enrique III en Madrid, el 15 de diciembre de 1393. Las condiciones de la anexión fueron las mismas que fueron estipuladas con otras localidades de la comarca como Ceráin o Cegama. Es decir, a pesar de ser anexionadas a la jurisdicción de la villa, Idiazábal conservó su término amojonado, la posesión de sus montes y una administración autónoma presidida por un jurado. 
Hasta 1561 hubo en Idiazábal un puerto seco donde se cobraban los derechos del diezmo viejo, por las mercancías que transitaban con Navarra.
Entre 1559 y 1612 Idiazábal mantuvo un largo pleito con la vecina Atáun por los derechos a pastorear su ganado dentro del término de Ataun. Idiazabal ganó finalmente el pleito.
En 1615, Idiazábal recuperó su antigua independencia al obtener el título de villa, un derecho para la obtención del cual tuvo que pagar 70795 reales.

## Economía

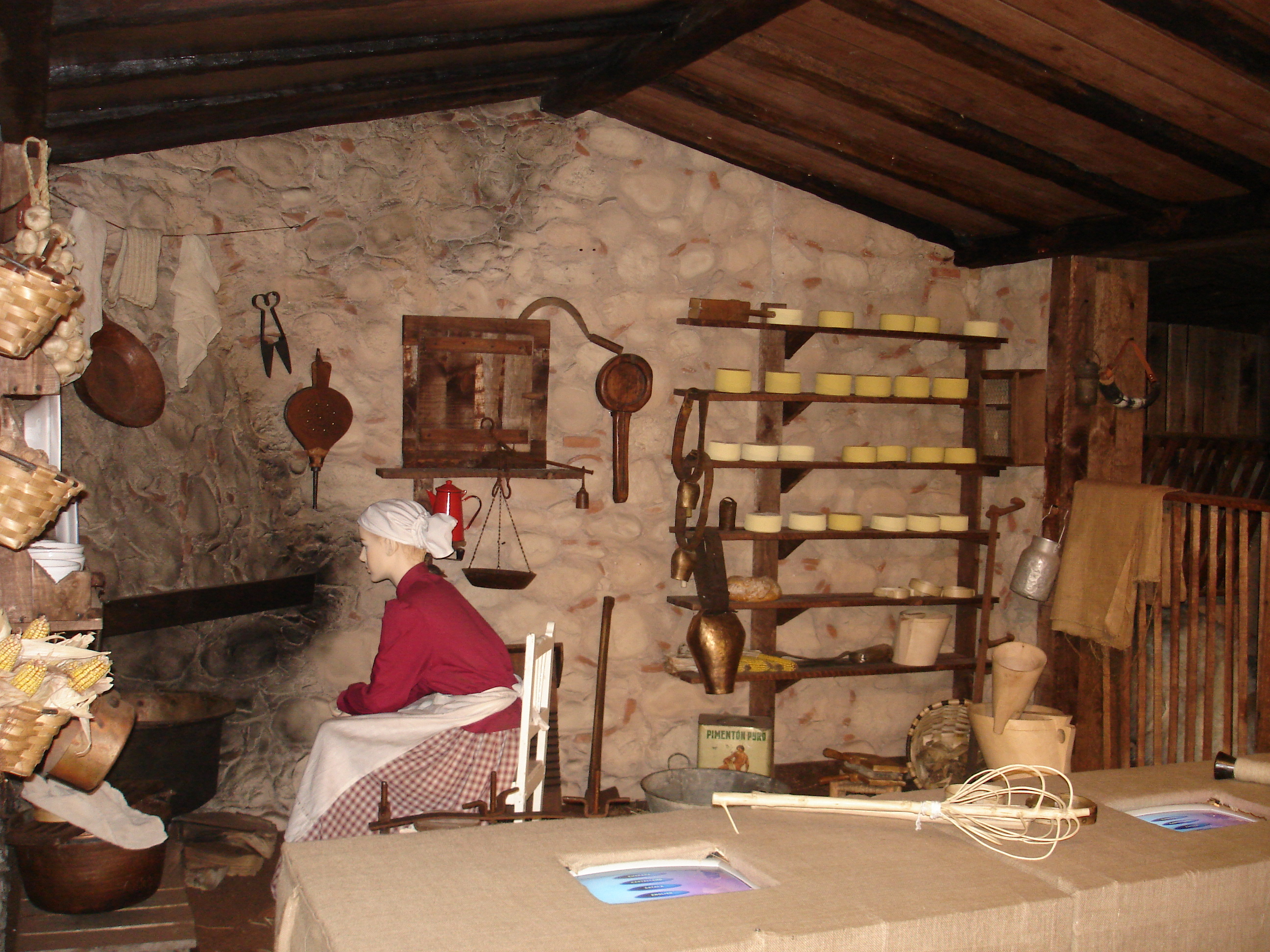
Centro de interpretación del queso Idiazábal

Las siguientes empresas de Idiazabal superan los 150 trabajadores en plantilla:
- Ampo (Válvulas Poyam): válvulas industriales[4]
- Jaso Equipos de Obras y Construcciones: maquinaria de elevación para obras; grúas pluma[5]

## Demografía
Idiazábal cuenta con una población de 2268 habitantes (INE 2024).
| Gráfica de evolución demográfica de Idiazábal entre 1842 y 2021                                                     |
| |
| Población de derecho según los censos de población del INE Población de hecho según los censos de población del INE |

## Patrimonio
- Centro de Interpretación del Queso Idiazábal: Ofrece la posibilidad de conocer todos los secretos del tan conocido Queso Idiazábal con la ayuda de interactivos, una chabola antigua recreada, el diaporama... También dispone de un stand para realizar catas de diferentes quesos con D.O. Idiazabal. Esta visita se complementa con la opción de visitar la Quesería Aranburu situada muy cerca del casco urbano.

- Iglesia de San Miguel Arcángel: La característica principal de esta iglesia es su portal románico-gótico del que se dice que es uno de los más elegantes de Guipúzcoa. El retablo fue diseñado por Miguel de Irazusta y la escultura de San Miguel Arcángel es obra de Luis Salvador Carmona.
- La Casa Torre, los Palacios de indianos como son Pilarrene, Toki-eder, Txomenarenea, Lardizabalenea, Jauregialzorenea ...

## Administración y política
| Partido político                                              | 2023  | 2023       | 2019  | 2019       | 2015  | 2015       | 2011  | 2011       | 2007  | 2007       | 2003        | 2003        | 1999  | 1999       | 1995  | 1995       |
| Partido político                                              | %     | Concejales | %     | Concejales | %     | Concejales | %     | Concejales | %     | Concejales | %           | Concejales  | %     | Concejales | %     | Concejales |
| Euskal Herria Bildu (EH Bildu)-Bildu                          | 66,77 | 8          | 55,19 | 6          | 35,56 | 4          | 46,46 | 5          | —     | —          | —           | —           | —     | —          | —     | —          |
| Izal Bai (IB)                                                 | 29,93 | 3          | 41,41 | 5          | 61,31 | 7          | 50,00 | 6          | 62,52 | 7          | —           | —           | —     | —          | —     | —          |
| Partido Socialista de Euskadi-Euskadiko Ezkerra (PSE-EE PSOE) | 1,36  | 0          | 1,58  | 0          | 0,85  | 0          | 1,08  | 0          | 1,13  | 0          | 1,87        | 0           | —     | —          | —     | —          |
| Partido Popular del País Vasco (PP)                           | —     | —          | —     | —          | 0,93  | 0          | 1,31  | 0          | 1,53  | 0          | 3,46        | 0           | 2,99  | 0          | —     | —          |
| Eusko Abertzale Ekintza-Acción Nacionalista Vasca (EAE-ANV)   | —     | —          | —     | —          | —     | —          | —     | —          | 33,12 | 4          | —           | —           | —     | —          | —     | —          |
| Euzko Alderdi Jeltzalea-Partido Nacionalista Vasco (EAJ-PNV)  | —     | —          | —     | —          | —     | —          | —     | —          | —     | —          | 91,96       | 11          | 16,34 | 2          | 22,49 | 2          |
| Eusko Alkartasuna (EA)                                        | —     | —          | —     | —          | —     | —          | —     | —          | —     | —          | Con PNV     | Con PNV     | 54,01 | 6          | 53,07 | 7          |
| Euskal Herritarrok (EH)-Herri Batasuna (HB)                   | —     | —          | —     | —          | —     | —          | —     | —          | —     | —          | Ilegalizado | Ilegalizado | 25,15 | 3          | 21,76 | 2          |